# Евреи в Никарагуа
Никарагуанские евреи (ивр. יהודי ניקרגואה; исп. Judío Nicaragüense) — никарагуанцы еврейского происхождения, родившиеся или иммигрировавшие в Никарагуа.

## История
Вероятно, что первые евреи прибыли в Никарагуа во время испанской колонизации Америки как часть волны конверсо, спасавшихся от испанской инквизиции. Помимо конверсо, одной из первых еврейских семей, иммигрировавших в Никарагуа, были Оппенгеймеры родом из Франции. Нестор Оппенгеймер был женат на Камилле Уинстон Лазар, и они зарегистрировали рождение сына, Рене Соломона Оппенгеймера, 22 июля 1911 года в столице Манагуа. Другие еврейские семьи включали Дрейфусов, Леви, Расковски и Шломо. Ещё одна известная семья, которая, по-видимому, имеет сефардское происхождение, — это семья Риос-Монтьель и Моралес из Хуигальпы. Больше евреев иммигрировало в Никарагуа из Восточной Европы после 1929 года, составляя основную часть еврейской общины страны в 20 веке. Хотя большинство этих иммигрантов приехали в Никарагуа в поисках экономических возможностей, многие из них были либо беженцами от Холокоста, либо пережившими его.
Большинство никарагуанских евреев проживали в Манагуа и внесли значительный вклад в экономическое развитие Никарагуа, посвятив себя сельскому хозяйству, производству, текстильной промышленности и розничной торговле. Среди многих никарагуанских еврейских семей, которые вели успешный бизнес, были семьи Соломон и Дрейфус, обе владевшие известными универмагами в Манагуа в первой половине 20-го века, и семья Горн, которая владела и до сих пор владеет Radio Centro, крупнейшим магазином электроники в Никарагуа.
Учитывая небольшой размер общины, многие еврейские иммигранты вступали в браки с неевреями, давая начало никарагуанским семьям частично еврейского происхождения. Несмотря на это, многие, если не большинство, никарагуанских евреев по-прежнему были привержены сохранению еврейской жизни. Congregacion Israelita de Nicaragua была центральной еврейской организацией до 1979 года. Община содержала синагогу и социальный центр в Манагуа, а также ложу B’nai B’rith и отделение Международной женской сионистской организации.
Было подсчитано, что число евреев в Никарагуа достигло пика в 250 человек в 1972 году. Однако в том же году разрушительное землетрясение обрушилось на Манагуа и разрушило 90 % города, побудив многих никарагуанцев эмигрировать. В 1975 году в Никарагуа проживало уже 200 евреев.
В 1978 году во время уличных столкновений между сомосистами и сандинистами в синагогу Манагуа был брошен коктейль Молотова, от которого загорелись её деревянные двери. Когда верующие вышли из здания, они столкнулись с автомобилем, полным вооруженных людей, в которых узнали сандинистов. Маурисио Паласио, бывший левый повстанец, ставший беженцем в Соединенных Штатах после того, как разочаровался в сандинистах, официально признал своё участии в поджоге синагоги Манагуа в 1978 году.
Во время и после войны и гражданских беспорядков Сандинистской революции 1978—1979 годов, завершившейся свержением Анастасио Сомосы Дебайле, тысячи богатых и принадлежащих к среднему классу никарагуанцев покинули страну, обеспокоенные своим будущим при наступающем социалистическом режиме. Позднее сандинисты приняли закон, дающий правительству право конфисковывать имущество тех, кто уехал.
Считалось, что сандинисты враждебно относились к еврейской общине страны. Эта враждебность объяснялась рядом факторов, включая экономическое положение никарагуанских евреев, оппозицию многих членов общины политической платформе сандинистов, поддержку некоторыми членами общины семьи Сомосы, связь сандинистов с Организацией освобождения Палестины и ложное обвинение в продаже Израилем оружия режиму Сомосы. К моменту падения Сомосы еврейское население уже сократилось примерно до 50 человек. Синагога в Манагуа была позже захвачена сандинистами и преобразована в правительственный молодёжный центр, который описывался как элитный общественный клуб для детей высокопоставленных сандинистских чиновников. По мере того, как все больше евреев бежали из страны, в соответствии с соответствующим законом была конфискована собственность еврейских эмигрантов. При этом среди сандинистов были видные деятели еврейского происхождения: Карлос Тюннерман, министр образования и посол в США; Херти Левитес, министр туризма и позже мэр Манагуа. 